# 时楼镇
时楼镇，是中华人民共和国山東省菏泽市单县下辖的一个乡镇级行政单位。

## 行政区划
时楼镇下辖以下地区：
东平楼村、张堂村、时油坊村、常李庄村、孙庄村、陈洪庄村、徐集村、郑新庄村、时楼村、枣庄集村、马楼村、八小庄村、时家庙村、朱庄村、大孟庄村、关黄庄村、曹马南村、曹马北村、刘堂村、王寨村和时门楼村。